# Lož
Lož () je naselje s skoraj 600 prebivalci v Občini Loška dolina.
Župnija Lož je pražupnija ali prafara, ker je obstajala že okoli leta 1160. To sklepamo iz listine, ki jo je 15.novembra 1221 v Ogleju izdal patriarh Bertold. V njej patriarh naznanja,da se je vnel prepir med njim in Vovbrškim grofom Vilijemom (imenovanem iz Loža, Willelmum de Lous) zaradi pravice do patronata nad župnijo in cerkvijo v Ložu (super plebe seu ecclesia de Lous).
Prvotno se je tudi sedanje naselje Stari trg pri Ložu imenovalo Lož. Leta 1341 pa so pod loškim gradom začeli graditi novo naselje, ki je prevzelo tržne pravice in ime starega naselja. Prvotni trg Lož so začeli imenovati Stari trg, prvič leta 1384 v nemški obliki Altenmarckht. Novi trg je Lož pridobil mestne pravice leta 1477. Po zanesljivih ugotovitvah akademika Milka Kosa se v 13. stoletju kot Lož ne označuje samo kraj ali grad nad njim, temveč tudi ves okoliš, predel oziroma pokrajina tod okoli (latinsko provincia, praedeum).

## Prebivalstvo
Etnična sestava 2007:
- Slovenci: 500 (91,3 %)
- Hrvati: 27 (5 %)
- Srbi: 5
- Neznano: 15 (2,8 %)